# Granja Nova
Granja Nova is een plaats (freguesia) in de Portugese gemeente Tarouca en telt 410 inwoners (2001).